# یواس‌اس ترویلوس (ای‌کی‌ای-۴۶)
یواس‌اس ترویلوس (ای‌کی‌ای-۴۶) (به انگلیسی: USS Troilus (AKA-46)) یک کشتی بود که طول آن ۴۲۶ فوت (۱۳۰ متر) بود. این کشتی در سال ۱۹۴۵ ساخته شد.